# 개집

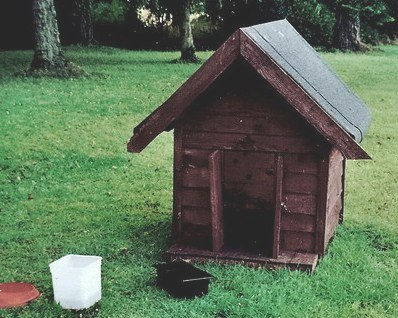
개집

개집은 개를 키우기 위해 만들어진 개 전용 집이다.

## 배경
인간과 가축화된 개는 늑대와 수렵채집인을 시작으로 15,000년 이상 동안 동반자였다. 처음에 개들은 인간과 가까운 야외에서 거주했다. 진흙은 가장 초기에 알려진 개집을 짓는 데 사용되었다. 수천 년에 걸쳐 개집은 특정 시간과 장소에서 소유자가 사용할 수 있는 스크랩 재료로 지어졌다.
산업 혁명과 규모의 경제로 인해 제조된 개집은 대중 시장에 판매될 수 있는 상품이 되었다. 대량 생산을 통해 제조업체는 개집 건설에 사용되는 재료의 디자인과 품질을 향상시킬 수 있었다.
1800년대에 동물 권리 운동은 동물 권리와 동물 복지에 대한 법안을 만들기 시작했다. 이로 인해 구조적으로 건전하고 비바람에 견디며 단열이 되어 있고 적절하게 설계된 개집을 포함하여 야외에 사는 개에 대한 관리 표준을 설정한 인간 사회 및 동물 학대 방지 협회(SPCA)와 같은 조직이 설립될 수 있었다. 항상 강아지의 사용에 적합한 적절한 크기이다. 지방자치단체에서는 동물 관리 서비스를 통해 야외에 사는 개를 보호하기 위한 법안을 시행한다.
개집을 만드는 데는 하드보드, 단단한 목재, 합판, 플라스틱 등 다양한 재료가 사용된다. DIY(Do It Yourself) 프로젝트를 통해 주인은 개에게 필요한 최상의 재료를 사용하여 정확한 설계 사양에 맞게 개집을 지을 수 있다.

## 같이 보기
- 동물 보호소